# Torneo Nacional de Boxeo Playa Girón 1997
Das Torneo Nacional de Boxeo Playa Girón 1997 wurde vom 27. Januar bis zum 5. Februar 1997 in Holguín ausgetragen und war die 36. Austragung der nationalen kubanischen Meisterschaften im Amateurboxen.

## Medaillengewinner
Die Meistertitel wurden in zwölf Gewichtsklassen vergeben.
| Gewichtsklasse                  | Gold                  | Silber            | Bronze            |
| ------------------------------- | --------------------- | ----------------- | ----------------- |
| Halbfliegengewicht (bis 48 kg)  | Ángel Comendador      | Ramon Quevedo     | Orlando Ascencio  |
| Halbfliegengewicht (bis 48 kg)  | Ángel Comendador      | Ramon Quevedo     | Marcel Perdomo    |
| Fliegengewicht (bis 51 kg)      | Maikro Romero         | Osvaldo Liranza   | Jorge Fermin      |
| Fliegengewicht (bis 51 kg)      | Maikro Romero         | Osvaldo Liranza   | Yosvany Acosta    |
| Bantamgewicht (bis 54 kg)       | Rudinelson Hardy      | Rencise Pérez     | Alexander Alfonso |
| Bantamgewicht (bis 54 kg)       | Rudinelson Hardy      | Rencise Pérez     | Raúl González     |
| Federgewicht (bis 57 kg)        | Neslan Machado        | Yoany Castaneda   | Rolando González  |
| Federgewicht (bis 57 kg)        | Neslan Machado        | Yoany Castaneda   | Enrique Fonseca   |
| Leichtgewicht (bis 60 kg)       | Lorenzo Aragón        | Arnaldo Mesa      | Aldo Moreno       |
| Leichtgewicht (bis 60 kg)       | Lorenzo Aragón        | Arnaldo Mesa      | Pablo Rojas       |
| Halbweltergewicht (bis 63,5 kg) | Damián Austin         | Roberto Guerra    | Diógenes Luna     |
| Halbweltergewicht (bis 63,5 kg) | Damián Austin         | Roberto Guerra    | Yoel Delvas       |
| Weltergewicht (bis 67 kg)       | Juan Hernández Sierra | Freddy Dominguez  | Ismael Sanabria   |
| Weltergewicht (bis 67 kg)       | Juan Hernández Sierra | Freddy Dominguez  | Onni Baro         |
| Halbmittelgewicht (bis 71 kg)   | Alfredo Duvergel      | Anibal Rodríguez  | Eliecer Galiano   |
| Halbmittelgewicht (bis 71 kg)   | Alfredo Duvergel      | Anibal Rodríguez  | Offany Suárez     |
| Mittelgewicht (bis 75 kg)       | Ariel Hernández       | Jorge Gutiérrez   | Carlos Romero     |
| Mittelgewicht (bis 75 kg)       | Ariel Hernández       | Jorge Gutiérrez   | Ivan Linch        |
| Halbschwergewicht (bis 81 kg)   | Gerardo Deroncelet    | Isael Álvarez     | Humberto Savigne  |
| Halbschwergewicht (bis 81 kg)   | Gerardo Deroncelet    | Isael Álvarez     | Yunis Oxini Simon |
| Schwergewicht (bis 91 kg)       | Michel López          | Juan Cause Delis  | Luis Álvarez      |
| Schwergewicht (bis 91 kg)       | Michel López          | Juan Cause Delis  | Francisco Bouly   |
| Superschwergewicht (über 91 kg) | Alexis Rubalcaba      | Armando Campuzano | Roberto Camilo    |
| Superschwergewicht (über 91 kg) | Alexis Rubalcaba      | Armando Campuzano | Osvaldo Castillo  |